# Джамайка (фільм)
«Джамайка» — радянський двосерійний художній телефільм 1987 року, знятий ТО «Екран».

## Сюжет
Колишній таксист Анатолій Беспалов, а тепер — алкоголік на прізвисько «Джамайка», вирішує повернутися до нормального життя.

## У ролях
- Володимир Андрєєв — Анатолій Сергійович Беспалов, «Джамайка»
- Олексій Жарков — Стас Попков
- Михайло Державін — Заботін, актор
- Марк Орлов — Володимир Кирилович Захаржевський
- Ігор Тарадайкін — слідчий
- Любов Заболоцька — Євгенія Петрівна Попкова
- Броніслава Захарова — Тетяна Григорівна, мати Попкова
- Галина Федотова — Галя, дружина Беспалова
- Павло Шеїн — Сергій, син Беспалова
- Микола Волков — Володимир Васильович Груздєв, лікар-нарколог
- Євген Буренков — Горячев, інспектор ДАІ
- Сергій Харченко — Красильников, начальник колони таксопарку
- Володимир Широков — таксист, змінник Беспалова
- Валентина Маркова — Зінаїда Костянтинівна, секретар Груздєва
- Володимир Мишкін — пасажир з пляшками
- Володимир Большаков — епізод
- Ян Янакієв — пасажир таксі
- Наталія Орлова — епізод
- В'ячеслав Горбунчиков — пацієнт наркологічної лікарні
- Тетяна Шатілова — епізод
- Катерина Краснобаєва — епізод
- Валерій Кокорєв — епізод
- Лариса Моравська — епізод
- Світлана Харлап — епізод
- Олена Ханга — пасажирка в аеропорту
- Тіна Ндлову — пасажирка в аеропорту
- Олександр Фомін — епізод

## Знімальна група
- Режисер-постановник — Марк Орлов
- Сценарист — Олексій Леонтьєв
- Оператор-постановник — Темерлан Зельма
- Композитор — Олександр Журбін
- Художник-постановник — Ігор Шихарєв